# Charles-Pierre Ducancel
Charles-Pierre Ducancel (Beauvais, 1er août 1765 - Paris, 18 février 1835) est un avocat et auteur dramatique français.

## Biographie
Membre du club des Jacobins, fondateur de la Société des bonnes lettres, à Clermont dans l'Oise, sous-préfet de Clermont (1815-1816), maire de Montiers (1811-1815 et 1822-1824), il est un des fondateurs et rédacteurs de la Bibliothèque royaliste. Son ouvrage satirique L'Intérieur d'un comité révolutionnaire, comédie en trois actes jouée an l'an III (1795) au théâtre de la Cité, obtint un vif succès.